# Gheorghe Averov
Gheorghe (Iorgu) Averov (n. 15 august 1815, Metsovo, Epir, Grecia – d. 15 iulie 1899, Alexandria, Egipt) a fost un om de afaceri și filantrop aromân din Imperiul Otoman. A activat în special la Alexandria și în actualul Sudan.

## Varia
Nava amiral a flotei elene din primul război mondial, Crucișătorul Giorgios Averof⁠(en)[traduceți], i-a purtat numele.